# Cellule réticulaire épithéliale
 (avril 2020).
Une cellule réticulaire épithéliale, ou cellule épithélioréticulaire, est une structure présente à la fois dans le cortex et la médulla du thymus. Ces cellules constituent, avec les lymphocytes, le parenchyme thymique. Elles offrent un support structural aux lymphocytes et sécrètent les hormones thymiques qui favorisent leur maturation.     
Elles se retrouvent également dans la bourse de Fabricius chez les oiseaux.      